# Iskra Welinowa
Iskra Aleksandrowa Welinowa (bułg. Искра Александрова Велинова; ur. 8 sierpnia 1953 w Sofii) – bułgarska wioślarka, srebrna medalistka olimpijska i trzykrotna medalistka mistrzostw świata.

## Kariera
Wystąpiła na igrzyskach olimpijskich w Montrealu w 1976, zajmując czwarte miejsce w czwórkach podwójnych. Walkę o podium Bułgarki przegrały tam Rumunkami o 1,37 sekundy. Na rozgrywanych cztery lata później igrzyskach olimpijskich w Moskwie osada Bułgarii w składzie: Ginka Gjurowa, Marijka Modewa, Rita Todorowa, Iskra Welinowa i Nadja Filipowa wywalczyła srebrny medal w czwórkach ze sternikiem. W finale o 1,48 sekundy przegrały z osadą NRD, a o 0,17 sekundy wyprzedziły osadę ZSRR. Nie brała udziału w igrzyskach olimpijskich w Los Angeles w 1984, z uwagi na bojkot zawodów przez NRD. Wystąpiła za to na igrzyskach olimpijskich w Seulu w 1988, ponownie zajmując czwarte miejsce w czwórkach podwójnych. W walce o medal ponownie lepsze były Rumunki, wyprzedzając osadę Bułgarii o 0,29 sekundy.
Na mistrzostwach świata w Nottingham (1975) zdobyła srebro w czwórkach podwójnych ze sternikiem. Następnie wywalczyła srebrny medal w jedynkach na mistrzostwach świata w Amsterdamie (1977), przegrywając tylko z Christine Scheiblich z NRD. Ponadto wspólnie z Anką Bakową zajęła trzecie miejsce w dwójkach podwójnych na mistrzostwach świata w Monachium (1981).